# Каменная Гребля (Киевская область)
Каменна́я Гре́бля (укр. Кам’яна́ Гре́бля) — село, входит в Сквирский район Киевской области Украины.
Население по переписи 2023 года составляло 336 человек. Почтовый индекс — 09004. Телефонный код — 4568. Занимает площадь 2,73 км². Код КОАТУУ — 3224082401.

## Местный совет
09004, Київська обл., Сквирський р-н, с.Кам'яна Гребля, вул.Леніна,2